# Against All Enemies: Inside America's War on Terror
Contra todos os inimigos (no original, em inglês, Against All Enemies: Inside America's War on Terror) é um livro escrito por Richard A. Clarke, que analisa a forma como a questão do terrorismo foi enfocada na administração dos presidentes Ronald Reagan, Bill Clinton e George W. Bush. Os capítulos mais relevantes do livro são os que criticam a presidência deste último, por não ter dado a devida importância às ameaças da Al Qaeda antes do 11 de setembro.